# Dzurányi László
Dzurányi László (Debrecen, 1888. július 10. – Pelejte, 1955 februárja) újságíró, szerkesztő, politikus, a két világháború közötti korszak egyik legkiválóbb magyar publicistája.

## Élete
Hírlapírói pályáját Eperjesen kezdte. 1918–1923 között a Kassai Napló felelős szerkesztője, 1925-től a Prágai Magyar Hírlap főszerkesztője, 1932-től a Magyar Újság főszerkesztője lett.
Közreműködött a Szlovenszkói Magyar Jogpárt megalakításában. Az első bécsi döntést követően visszavonult a közélettől. A második világháború után egy ideig Pozsonyban élt, alkalmilag szlovák lapokban publikált. Az 1948-ban újra megindult magyar sajtóban már nem volt számára hely, ezért pelejtei birtokára vonult vissza.